# Mesonea radians
Mesonea radians is een mosdiertjessoort uit de familie van de Crisinidae. De wetenschappelijke naam van de soort is, als Crisina radians, voor het eerst geldig gepubliceerd in 1816 door Lamarck.